# 劉易斯維爾 (北卡羅萊納州)
劉易斯維爾（英語：Lewisville）是一個位於美國北卡羅萊納州福賽斯縣的城鎮。

## 人口
根據2020年美國人口普查的數據，劉易斯維爾的面積為38.19平方千米，當中陸地面積為37.59平方千米，而水域面積為0.60平方千米。當地共有人口13381人，而人口密度為每平方千米350人。